# Săcueni
Săcueniⓘ (węg. Székelyhíd) – miasto w Rumunii, w okręgu Bihor (Siedmiogród). Według danych na rok 2002 liczy 11 665 mieszkańców.

## Współpraca
Miejscowości partnerskie:
- Écaussinnes, Belgia
- Létavértes, Węgry